# Lothar Dietz
Lothar Dietz (* 14. April 1896 in Jesserndorf bei Ebern; † 11. August 1976 in München) war ein deutscher Bildhauer.

## Leben
Der Bildhauer Lothar Dietz wurde in Jesserndorf in Unterfranken als Sohn eines Lehrers geboren. Er studierte ab 1910 in München, zunächst an der Gewerbeschule bei Karl Killer. In dieser Zeit schuf er mit dem Portalschmuck an der städtischen Schule in der Deroystraße seine erste öffentliche Arbeit. Im Anschluss an die Gewerbeschule setzte er seine Studien an der Akademie der Bildenden Künste München bei den Professoren Erwin Kurz, Hermann Hahn, Adolf Hengeler und Angelo Jank fort.
Er arbeitete als freischaffender Künstler in München und leitete zeitweise eine eigene Bildhauerschule. Einer seiner zahlreichen Schüler ist der Bildhauer Claus Nageler. Eng verbunden mit der Schwabinger Künstlerszene gehörte er dem Künstlerkreis „Seerose“ an. Er stellte regelmäßig als Mitglied der Münchner Künstlergenossenschaft aus. Von 1939 bis 1944 war er auf der Großen Deutschen Kunstausstellung in München mit insgesamt neun Plastiken vertreten. Dabei erwarb Theo Memmel 1943 die Zweifigurengruppe Rast.

## Werke

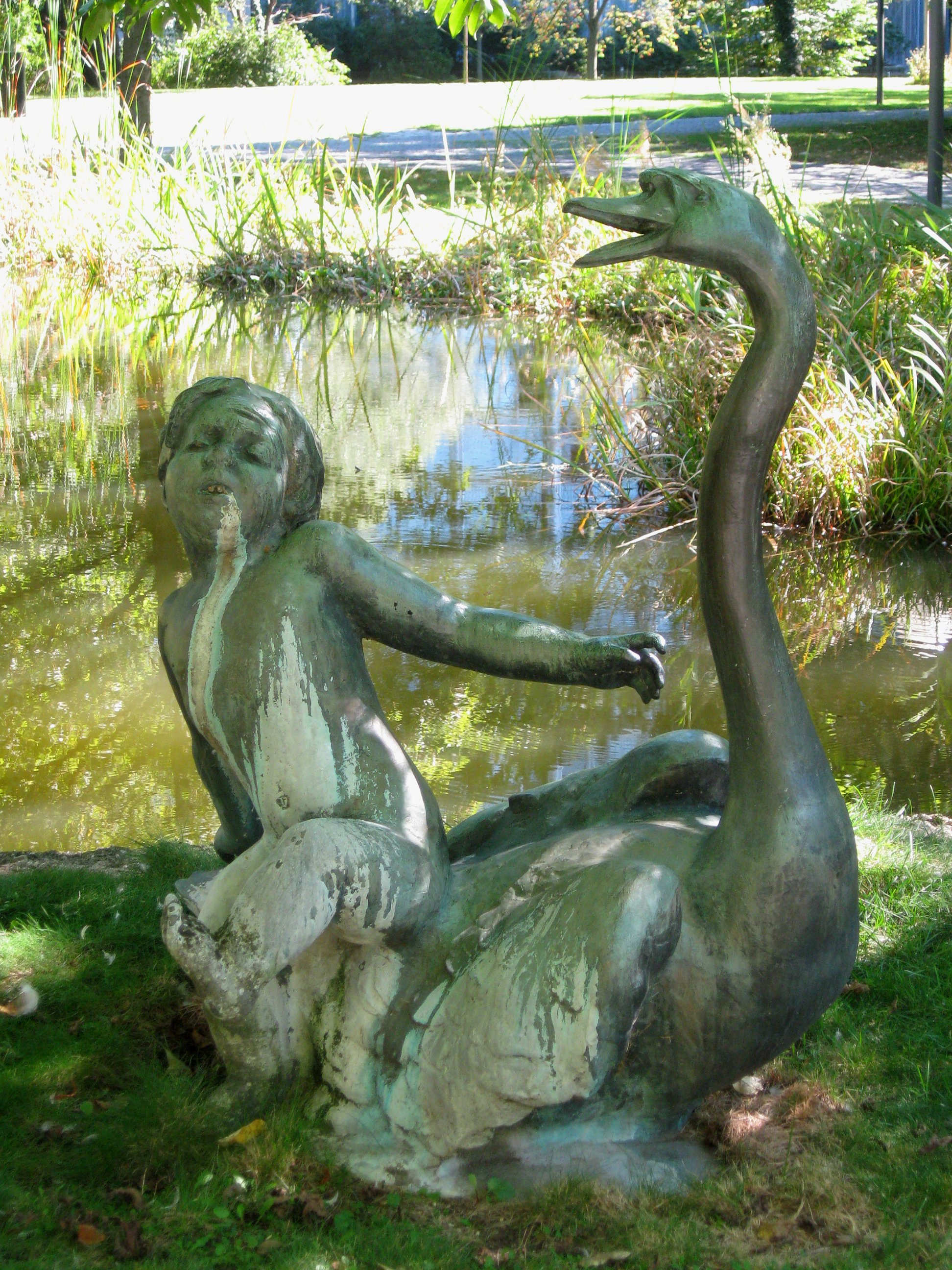
Junge mit Schwan

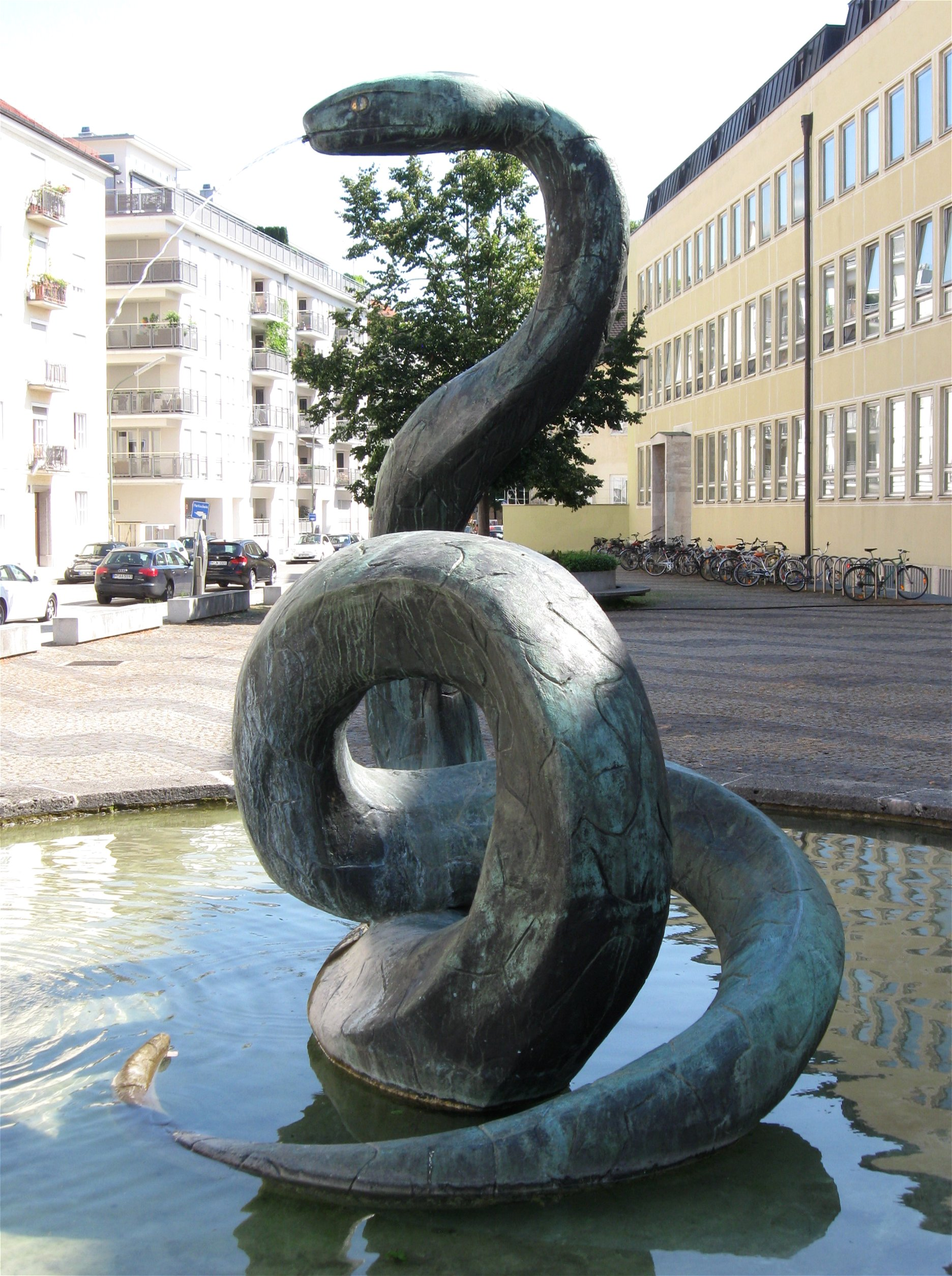
Schlangenbrunnen

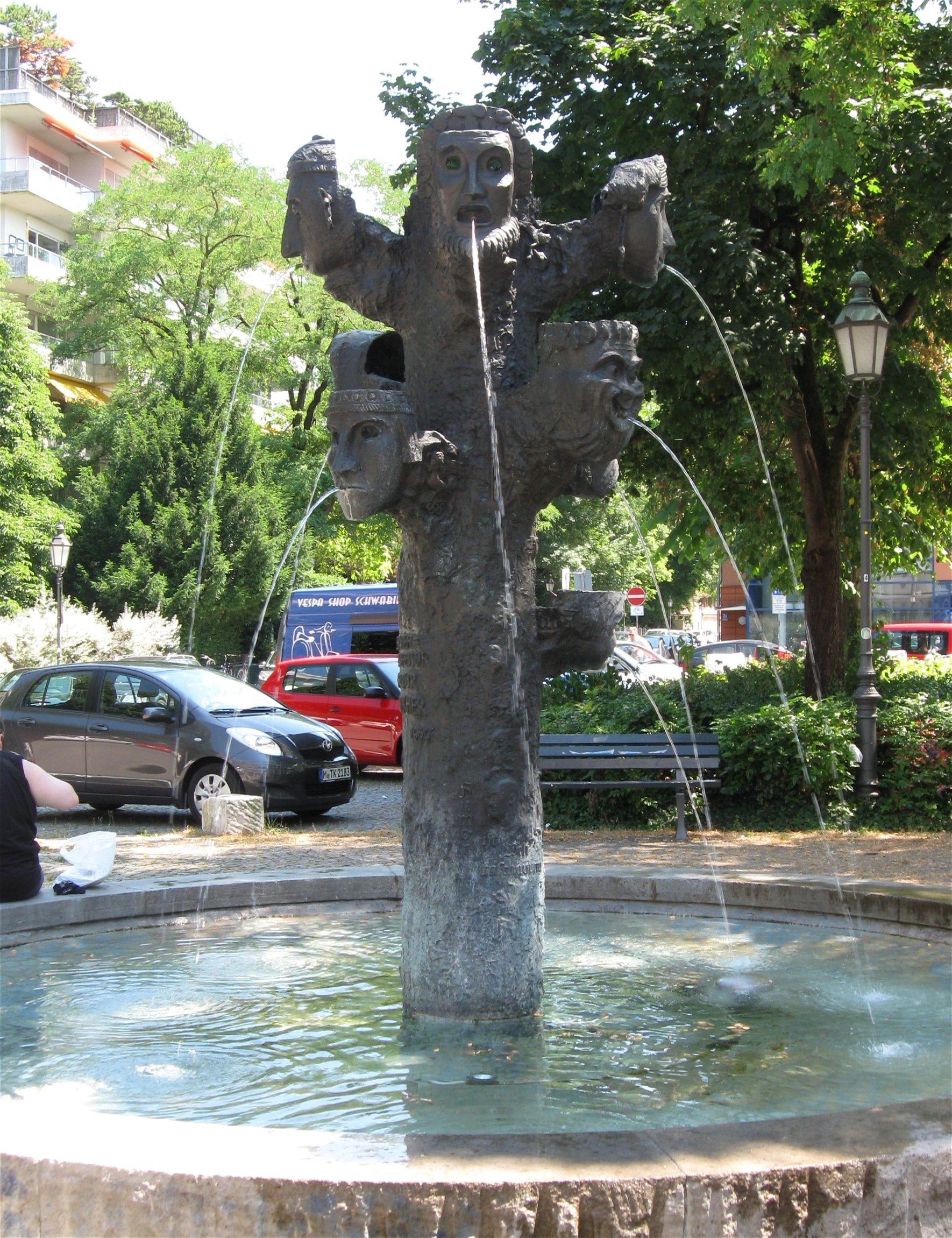
Artur-Kutscher-Brunnen

Lothar Dietz schuf Werke in ganz Deutschland. Vor allem arbeitete er lange Zeit für die WWK-Versicherungen, deren Bürogebäude er mit seinen Werken – Plastiken, Brunnen und Mosaiken – gestaltete. Hinzu traten Skulpturen für von der Versicherung errichtete Wohnanlagen, so u. a. in Germering bei München.

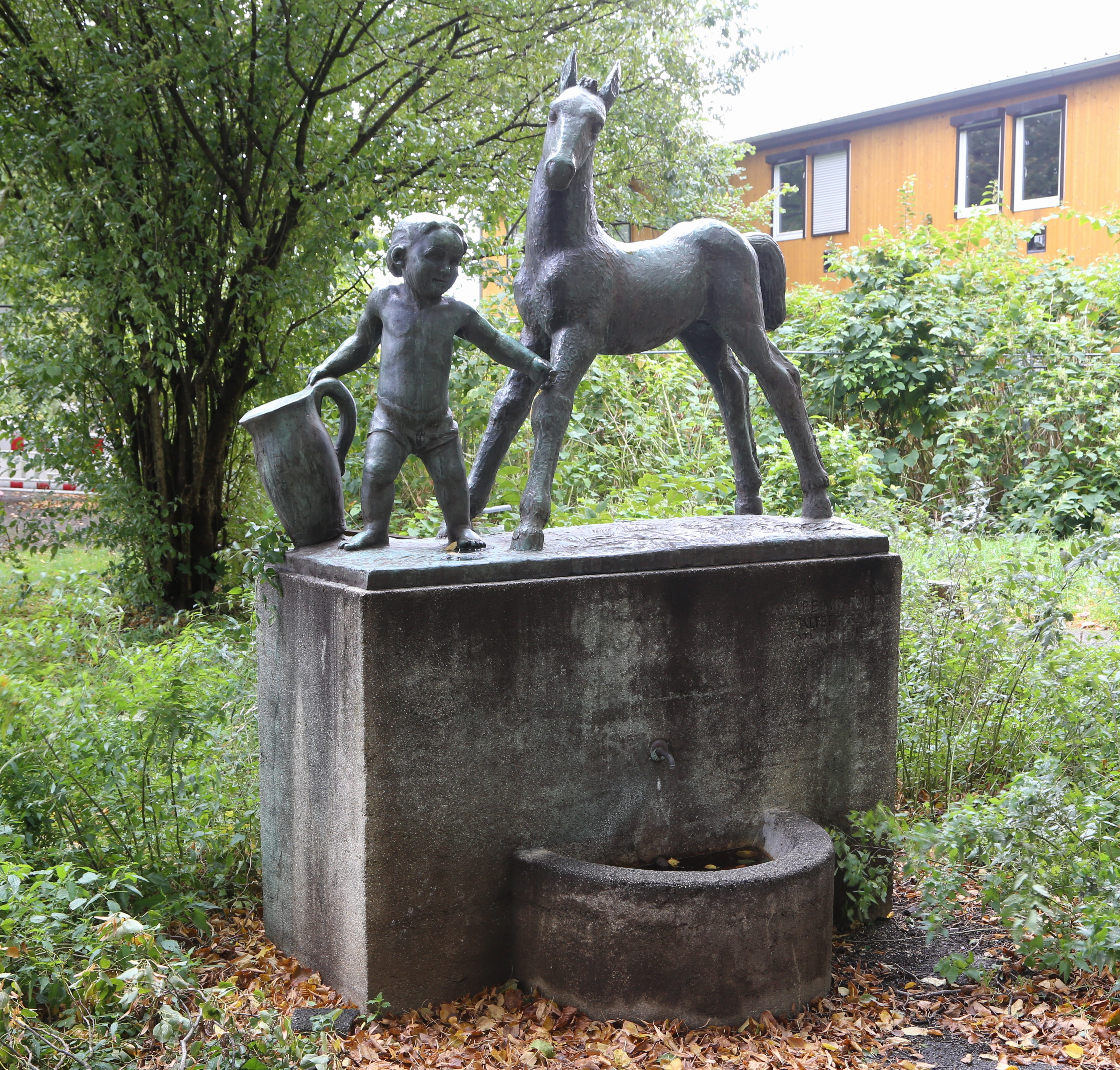
Junges Leben: Knabe mit Füllen auf dem Luise-Kiesselbachplatz München

Weitere Werke im öffentlichen Raum, meist durch Wettbewerbsaufträge entstanden, sind u. a.:
- 1927: Sämann im Wittelsbacher Park in Hof
- 1932: Junges Leben. Knabe mit Füllen auf dem Luise-Kiesselbachplatz München
- 1953: Junge mit Schwan Brunnen im Tucherpark München
- 1958: Äskulapschlange – so genannter Schlangenbrunnen – vor der tierärztlichen Fakultät der Universität München
- 1958: das Mahnmal für die „Weiße Rose“ im Lichthof der Universität München
- 1968: der Artur-Kutscher-Brunnen in München-Schwabing
- 1969: der Rubensbrunnen in Siegen, Sandstraße, im Auftrag der WWK-Versicherungen

Werke im Privatbesitz:
- ca. 1935–36: Mädchen mit Krug (Skulptur aus Kunststein) in München-Nymphenburg

Sein besonderes künstlerisches Schaffen galt der Portraitkunst und der Kleinplastik. Deshalb nannte man ihn in Künstlerkreisen gern den Künstler der kleinen Form, die er in seinem letzten Werk, zu seinem 80. Geburtstag und kurz vor seinem Tode 1976 in der Großen Kunstausstellung zeigte: Einen als Lebensbaum ausgearbeiteten Baumstamm, in dessen eingeschlagenen Nischen sich eine Auswahl der Skulpturen hinter einem Glasmantel darbot. Lothar Dietz folgte in seinen zahlreichen Tierplastiken dem künstlerischen Vorbild des Bildhauers Fritz Behn. So verbrachte er als junger Bildhauer viele Stunden mit Tierstudien im Münchner Tierpark Hellabrunn. Dort steht als Beispiel für seine Tierskulpturen die Bronze-Plastik eines Elefanten.

## Auszeichnungen
Lothar Dietz erhielt 1963 den Schwabinger Kunstpreis der Stadt München. 1970 erhielt er den Seerosenpreis.

## Familie
Lothar Dietz ist der ältere Bruder des Bildhauers Elmar Dietz. Der ehemalige bayerische Minister für Wissenschaft und Kunst, Wolfgang Heubisch, ist sein Neffe.

## Einzelnachweise

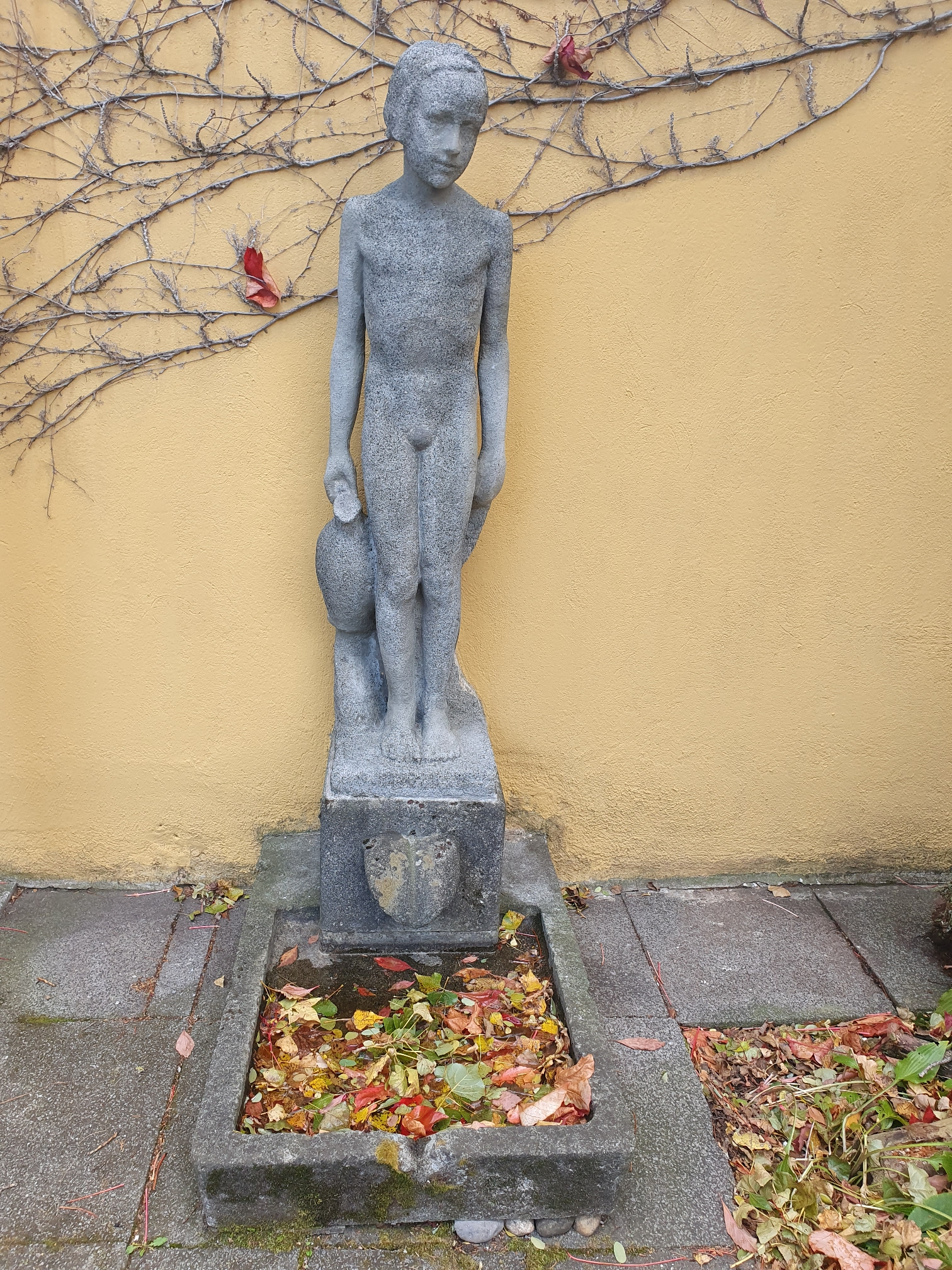
Mädchen mit Krug